# دزموند تستر
دزموند تستر (انگلیسی: Desmond Tester؛ ۱۷ فوریهٔ ۱۹۱۹ – ۳۱ دسامبر ۲۰۰۲) یک هنرپیشه اهل انگلستان بود.

## فیلم‌شناسی
- خرابکاری (۱۹۳۶)
- طبل (۱۹۳۸)